# Classe Hatsutaka
La classe Hatsutaka est une classe de grands mouilleurs de mines de la Marine impériale japonaise construite en début de la Seconde Guerre mondiale.

Trois sous-classes ont été projetées dans le cadre des plans de réarmement japonais Maru 3, Maru 4 et Kai-Maru 5.

## Conception
Le département technique de la Marine impériale japonaise (Kampon) fait mettre en construction cette classe en se servant d'une version renforcée du modèle unique Shirataka lancé en 1929. C'est le chantier naval Harima Zōsen Corporation de Tokyo qui est désigné pour la réalisation de cette classe.

## Les unités
Classe Hatsutaka : Projet H12 (1938-40). Deux navires ont été réalisés dans le cadre du Maru 3 Programme. Ils ont été équipés de 4 canons à tir rapide de 40 mm.
| Nom       | Quille       | Lancement      | Service         | Fin de carrière            | Photo |
| --------- | ------------ | -------------- | --------------- | -------------------------- | ----- |
| Hatsutaka | 29 mars 1938 | 28 avril 1939  | 31 octobre 1939 | coulé le 16 mai 1945       |       |
| Aotaka    | 10 mai 1939  | 3 février 1940 | 30 juin 1940    | coulé le 26 septembre 1944 |       |

Classe Wakataka : Projet H12B (1938-40). Un seul navire a été réalisé dans le cadre du Maru 4 Programme. Il a  été équipé de 2 canons anti-aériens de 76 mm.

Remis au Royaume-Uni le 17 octobre 1947, il est transféré à la fédération de Malaisie et renommé Labumum. En 1968 il est remis à la république de Singapour.
| Nom      | Quille           | Lancement       | Service          | Fin de carrière          | Photo |
| -------- | ---------------- | --------------- | ---------------- | ------------------------ | ----- |
| Wakataka | 15 novembre 1940 | 12 juillet 1941 | 30 novembre 1941 | désarmé le 1er mars 1946 |       |

Classe Asadori : Projet H12C. Un seul navire est prévu dans le cadre du Kai-Maru 5 Programme. 
| Nom     | Quille | Lancement | Service | Fin de carrière      |
| ------- | ------ | --------- | ------- | -------------------- |
| Asadori |        |           |         | annulé le 5 mai 1944 |